# Вундеркінд

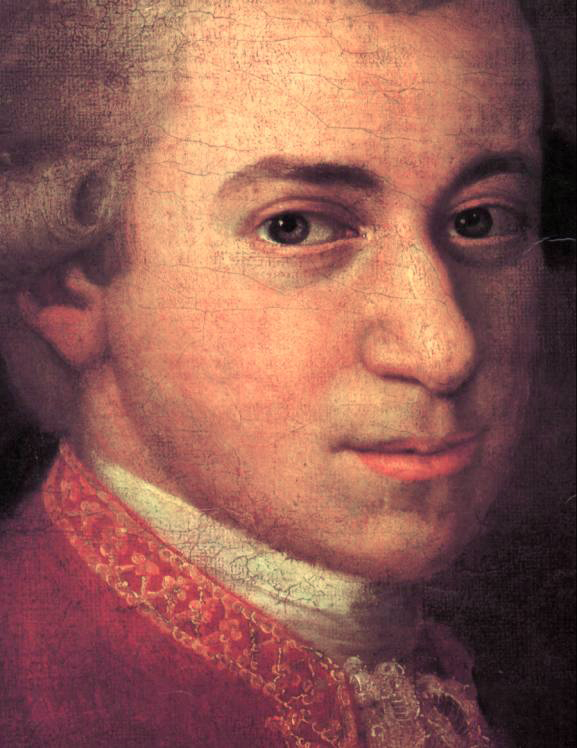
Моцарт — типовий приклад вундеркінда.

Обдаровані діти або вундеркі́нди — діти, які визнані освітньою системою вищими в рівні інтелектуального розвитку від інших дітей свого віку.
Вундеркінди, як правило, виявляють свої здібності вже в ранньому віці. Ці здібності охоплюють всі інтелектуальні сфери діяльності: математику, фізику, музику, енциклопедичні знання тощо. Уже в ранньому віці вони можуть вступити до інституту, закінчити його і захистити дисертацію, тоді як їх однолітки ще навчаються в школі; обдаровані діти з музикальними здібностями пишуть опери; зі здібностями до шахів — стають чемпіонами.
Протягом XX століття таких дітей зазвичай класифікували за допомогою тестів коефіцієнту інтелекту, але недавні розробки в області теорії інтелекту порушили проблему обмеженості подібного тестування. Обдаровані діти володіють багатьма потребами, які стандартна освітня система не в змозі задовольнити. Тому в більшості шкіл США і Європи були створені програми для роботи з обдарованими дітьми. Стандартним рівнем визначення «обдарованості» є перебування вище 2-ї сигми (верхні 2 %) за стандартним тестом інтелекту.

## «Мудреці» (саванти)
- Саванти — діти, які чудово розбираються в одному полі діяльності (зазвичай, в математиці), але відсталі в інших (зазвичай у вербальних уміннях). Часто у таких дітей спостерігається синдром Аспергера.
- Савант-аутист — людина з аутизмом, яка демонструє незвичайні уміння, що рідко досягаються іншими. Зазвичай таких людей називали idiot savants — «ідіотомудреці». 1978 року у доктор Бернард Рімланд ввів термін «савант-аутист», який використовують зараз.

## Рівні обдарованості
Тести коефіцієнта інтелекту використовують таку класифікацію для визначення різних рівнів обдарованості:
- «Яскравий», просвітлений: 115 +, або 1 з шести (17 %)
- Помірно обдарований: 130 +, або 1 з 50 (2 %)
- Високо обдарований: 145 +, або 1 з 1000 (0,1 %)
- Винятково обдарований: 160 +, або 1 з 30 000 (0,003 %)
- Надзвичайно обдарований: 175 +, або 1 з 3 мільйонів (0,00003 %)